# I‘zāz
I‘zāz (engelska: Azaz, arabiska: A‘zāz, إعزاز, أعزاز) är en distriktshuvudort i Syrien.   Den ligger i provinsen Aleppo, i den norra delen av landet, 300 kilometer norr om huvudstaden Damaskus. I‘zāz ligger 559 meter över havet och antalet invånare är 66 138.
Terrängen runt I‘zāz är platt åt sydost, men åt nordväst är den kuperad. Runt I‘zāz är det ganska tätbefolkat, med 86 invånare per kvadratkilometer.. I‘zāz är det största samhället i trakten. 
Trakten runt I‘zāz består till största delen av jordbruksmark.